# Robert Nerzic
Pour les articles homonymes, voir Nerzic.
Robert Nerzic, né le 8 mars 1922 à Rennes (Ille-et-Vilaine) et mort le 8 septembre 2008 à Saint-Brieuc (Côtes-d'Armor), est un homme politique français.

## Biographie
Fils d'un pâtissier, Robert Nerzic travaille dans le commerce de son père à son retour en France, après deux ans passé en Allemagne comme requis du STO.
Adhérent de l'Union de défense des commerçants et artisans dès 1953, il est d'abord chargé de la trésorerie départementale du mouvement, puis de la propagande pour son département et celui, voisin, des Côtes-du-Nord.
Tête de la liste d'Union et Fraternité française en Ille-et-Vilaine en 1956, il obtient 15,3 % des voix et est élu député.
Député très peu actif, il ne se distingue en rien dans ses votes des positions de son mouvement. En 1958, il abandonne la vie politique.

## Détail des fonctions et des mandats
Mandat parlementaire
- 2 janvier 1956 - 8 décembre 1958 : Député d'Ille-et-Vilaine